# Ematurga illiaria
Ematurga illiaria är en fjärilsart som beskrevs av Alphéraky 1882. Ematurga illiaria ingår i släktet Ematurga och familjen mätare. Inga underarter finns listade i Catalogue of Life.